# Pietro Ernesto I di Mansfeld
Pietro Ernesto I di Mansfeld-Vorderort (Sassonia, 20 luglio 1517 – Lussemburgo, 25 maggio 1604) è stato comandante d'armata e governatore dei Paesi Bassi spagnoli dal 1592 al 1594.
Pietro Ernesto era figlio del conte Ernesto II di Mansfeld e della contessa Dorotea di Solms-Lich

## Biografia
Arrivò nei Paesi Bassi con Carlo V come giovane ed inesperto militare. Partecipò alla spedizione contro Tunisi del 1535 e divenne governatore del Lussemburgo nel 1545.
Nella Guerra degli Ottant'anni prese parte ai combattimenti sotto la guida dell'arciduca Giovanni d'Austria e del duca Alessandro Farnese.
Quando il Farnese invase la Francia nel 1590, egli venne nominato governatore dei Paesi Bassi spagnoli ad interim e quando il Farnese stesso morì nel 1592, Mansfeld gli succedette effettivamente sino a quando il suo incarico non passò all'arciduca Ernesto d'Austria, nel 1594.

## Matrimonio e figli
Nel 1520, sposò la Contessa Margarethe de Brederode, dalla quale ebbe i seguenti eredi:
- Federico (1542-1559)
- Carlo II (1543-1596), sposò Diane de Cosse ed alla morte di questa, Maria Cristina di Egmont
- Polissena, sposò Palamede di Chalongny

Alla morte della prima moglie, nel 1560 circa, sposò Marie de Montmorency, nobile francese, dalla quale ebbe i seguenti eredi:
- Filippo Ottaviano (1564-1591)
- Dorotea, sposò il nobile Francisco Verdugo

Il suo discendente più famoso fu però un suo figlio illegittimo, Ernst von Mansfeld, importante comandante militare della Guerra dei Trent'anni.